# Energia potenziale elettrica
L'energia potenziale elettrica o energia elettrostatica, in fisica è l'energia potenziale del campo elettrostatico. Si tratta dell'energia posseduta da una distribuzione di carica elettrica, ed è legata alla forza esercitata dal campo generato dalla distribuzione stessa. Insieme all'energia magnetica, l'energia potenziale elettrica costituisce l'energia del campo elettromagnetico.
L'energia potenziale elettrostatica può essere definita come il lavoro svolto per creare una distribuzione di carica partendo da una configurazione iniziale in cui ogni componente della distribuzione non interagisce con gli altri. Ad esempio, per un sistema discreto di cariche essa coincide con il lavoro svolto per portare le singole cariche da una posizione in cui esse hanno potenziale elettrico nullo alla loro disposizione finale.
L'energia potenziale elettrostatica può anche essere definita a partire dal campo elettrostatico generato dalla distribuzione stessa, ed in tale caso la sua espressione è indipendente dalla sorgente del campo. Si tratta di una quantità che può essere sia negativa che positiva, a seconda che il lavoro svolto per portarle nella configurazione assunta sia positivo o negativo.
Due cariche interagenti dello stesso segno hanno energia positiva, poiché il lavoro svolto per avvicinarle deve vincere la loro repulsione, mentre per lo stesso motivo due cariche di segno opposto hanno energia negativa.

## Definizione
L'energia potenziale elettrica {\displaystyle U_{E}} posseduta da una carica elettrica puntiforme {\displaystyle q} nella posizione {\displaystyle \mathbf {r} } in presenza di un campo elettrico {\displaystyle \mathbf {E} } è l'opposto del lavoro {\displaystyle W} compiuto dalla forza elettrostatica {\displaystyle \mathbf {F} =q\mathbf {E} } per portare {\displaystyle q} da una posizione di riferimento {\displaystyle \mathbf {r} _{0}}, in cui la carica ha un'energia nota, alla posizione {\displaystyle \mathbf {r} }.

### Energia elettrostatica di una distribuzione di carica
L'energia elettrostatica è definita come il lavoro necessario per portare un sistema di cariche elettriche, o più in generale una distribuzione di carica, in una data configurazione spaziale.
Si consideri dunque un sistema di cariche puntiformi.
Per disporre nello spazio la prima carica elettrica {\displaystyle q_{1}} non si compie lavoro, e quindi {\displaystyle W_{1}=0}. Per portare la seconda carica, tenendo conto della prima, il lavoro è:
{\displaystyle W_{2}={\frac {q_{1}q_{2}}{4\pi \varepsilon _{0}r_{12}}}}
dove {\displaystyle r_{12}=|\mathbf {r} _{1}-\mathbf {r} _{2}|} è la distanza tra le posizioni {\displaystyle \mathbf {r} _{1}} e {\displaystyle \mathbf {r} _{2}} di {\displaystyle q_{1}} e {\displaystyle q_{2}}. Per la terza si ha, analogamente:
{\displaystyle W_{3}={\frac {q_{1}q_{2}}{4\pi \varepsilon _{0}r_{12}}}+{\frac {q_{1}q_{3}}{4\pi \varepsilon _{0}r_{13}}}+{\frac {q_{2}q_{3}}{4\pi \varepsilon _{0}r_{23}}}}
Considerando un sistema di cariche puntiformi si ha in definitiva:
{\displaystyle W_{n}=\sum _{i=1}^{n}\sum _{j<i}{\frac {q_{i}q_{j}}{4\pi \varepsilon _{0}r_{ij}}}}
con {\displaystyle r_{ij}=|\mathbf {r} _{i}-\mathbf {r} _{j}|}. In una forma più simmetrica:
{\displaystyle W_{n}={\frac {1}{2}}\sum _{i,j=1}^{n}{\frac {q_{i}q_{j}}{4\pi \varepsilon _{0}r_{ij}}}\qquad {j\neq i}}
dove il termine {\displaystyle {\frac {1}{2}}} è introdotto in quanto in tale sommatoria il lavoro per {\displaystyle r_{ij}}, che è lo stesso per {\displaystyle r_{ji}}, è contato due volte. Separando le due sommatorie si riconosce il potenziale elettrico:
{\displaystyle W_{n}={\frac {1}{2}}\sum _{i=1}^{n}q_{i}\cdot \sum _{j=1}^{n}{\frac {q_{j}}{4\pi \varepsilon _{0}r_{ij}}}={\frac {1}{2}}\sum _{i=1}^{n}q_{i}\cdot V_{i}\qquad {j\neq i}}
e l'energia potenziale elettrostatica è data da:
{\displaystyle U_{e}={\frac {1}{2}}\sum _{i=1}^{n}q_{i}V_{i}}
L'estensione al caso continuo mostra che, data una distribuzione continua di cariche descritta da una densità di carica {\displaystyle \rho (x,y,z)}
contenuta nel volume {\displaystyle \tau }, l'energia elettrostatica associata alla distribuzione è data dall'integrale:
{\displaystyle U_{e}={\frac {1}{2}}\int _{\tau }\rho (x,y,z)V(x,y,z)d\tau }
dove {\displaystyle V(x,y,z)} è il potenziale elettrico nel punto {\displaystyle (x,y,z)}.

## Energia associata al campo elettrostatico
L'energia di sistemi elettricamente interagenti, così come le altre proprietà meccaniche, può essere descritta in modo analogo in termini del campo elettrico.
Tale approccio, equivalente al precedente, permette di descrivere l'energia del sistema attraverso il campo che esso genera, indipendentemente dalle sue sorgenti.
Considerando un volume {\displaystyle \tau }, l'energia del campo elettrostatico contenuta in tale regione è:
{\displaystyle U_{e}={\frac {1}{2}}\varepsilon _{0}\int _{\tau }E^{2}\operatorname {d} \tau =\int _{\tau }u_{e}\operatorname {d} \tau }
dove:
{\displaystyle u_{e}={\frac {1}{2}}\varepsilon _{0}E^{2}}
è la densità di energia elettrica nel vuoto.
Nel caso ci si trovi in presenza di un dielettrico, tramite gli stessi passaggi si ottiene:
{\displaystyle U_{e}={\frac {1}{2}}\int _{\tau }\mathbf {E} \cdot \mathbf {D} \operatorname {d} \tau =\int _{\tau }u_{e}\operatorname {d} \tau }
dove {\displaystyle \mathbf {D} } è il vettore di spostamento elettrico, e:
{\displaystyle u_{e}={\frac {1}{2}}\mathbf {E} \cdot \mathbf {D} }
è la densità di energia elettrica nella materia.

### Derivazione
Nel caso di distribuzioni continue di carica si ha:
{\displaystyle U_{e}={\frac {1}{2}}\int _{\tau }\rho V\operatorname {d} \tau }
con {\displaystyle \rho (x,y,z)} densità di carica e {\displaystyle \operatorname {d} \tau } volume infinitesimo. Sfruttando la prima equazione di Maxwell {\displaystyle \nabla \cdot \mathbf {E} =\rho /\varepsilon _{0}} si ha:
{\displaystyle U_{e}={\frac {1}{2}}\int _{\tau }\rho V\operatorname {d} \tau ={\frac {1}{2}}\int _{\tau }\left(\varepsilon _{0}\nabla \cdot \mathbf {E} \right)V\operatorname {d} \tau }
applicando al contrario l'identità vettoriale {\displaystyle \nabla \cdot (f\mathbf {A} )=\nabla f\cdot \mathbf {A} +f\nabla \cdot \mathbf {A} } si ottiene:
{\displaystyle U_{e}={\frac {1}{2}}\varepsilon _{0}\int _{\tau }\left[\nabla \cdot (V\mathbf {E} )-\nabla V\cdot \mathbf {E} \right]\operatorname {d} \tau }
Ricordando che {\displaystyle \mathbf {E} =-\nabla V} tale espressione diventa la seguente:
{\displaystyle U_{e}={\frac {1}{2}}\varepsilon _{0}\int _{\tau }\left[\nabla \cdot (V\mathbf {E} )+E^{2}\right]\operatorname {d} \tau }
Applicando il teorema della divergenza si ha:
{\displaystyle U_{e}={\frac {1}{2}}\varepsilon _{0}\int _{\partial ^{+}\tau }\left(V\mathbf {E} \right)\cdot {\hat {n}}\operatorname {d} S+{\frac {1}{2}}\varepsilon _{0}\int _{\tau }E^{2}\operatorname {d} \tau }
A questo punto, si può estendere il dominio di integrazione su tutta la regione dello spazio nel quale il campo elettrico sia apprezzabilmente diverso da zero, quindi trascurare il primo dei due integrali. 
Dal punto di vista fisico, l'integrale di flusso che si è trascurato rappresenta il termine energetico aggiuntivo che si deve considerare nel caso la superficie di integrazione non sia sufficientemente estesa da contenere tutto lo spazio in cui il campo non è nullo.